# 常珍寺 (栃木県芳賀町)
常珍寺（じょうちんじ）は、栃木県芳賀郡芳賀町にある天台宗の寺院。

## 歴史
858年（天安2年）、慈覚大師円仁によって開山された。
1087年（寛治元年）、源義家は持仏の聖観世音菩薩を奉納し、後三年の役の戦勝を祈願したという。この聖観世音は、現在は秘仏となっている。
かつては現在地より約150メートル南の場所に位置していたが、延宝年間（1673年 - 1681年）の土砂崩れのため、1683年（天安3年）に現在地に移転した。

## 文化財
- 銅造地蔵菩薩半跏像（栃木県指定有形文化財 昭和52年2月15日指定）[3]
- 銅造大日如来坐像（栃木県指定有形文化財 昭和52年2月15日指定）[4]
- 銅造阿弥陀如来立像（栃木県指定有形文化財 昭和52年2月15日指定）[5]
- 銅造地蔵菩薩立像（栃木県指定有形文化財 昭和52年2月15日指定）[6]

## 境内林
寺の周囲は境内林、さらにアカマツやコナラなどの平地林に囲まれており、栃木県により常珍寺緑地環境保全地域に指定されている。

## 交通アクセス
- 真岡ICより車16分。